# 国道168号

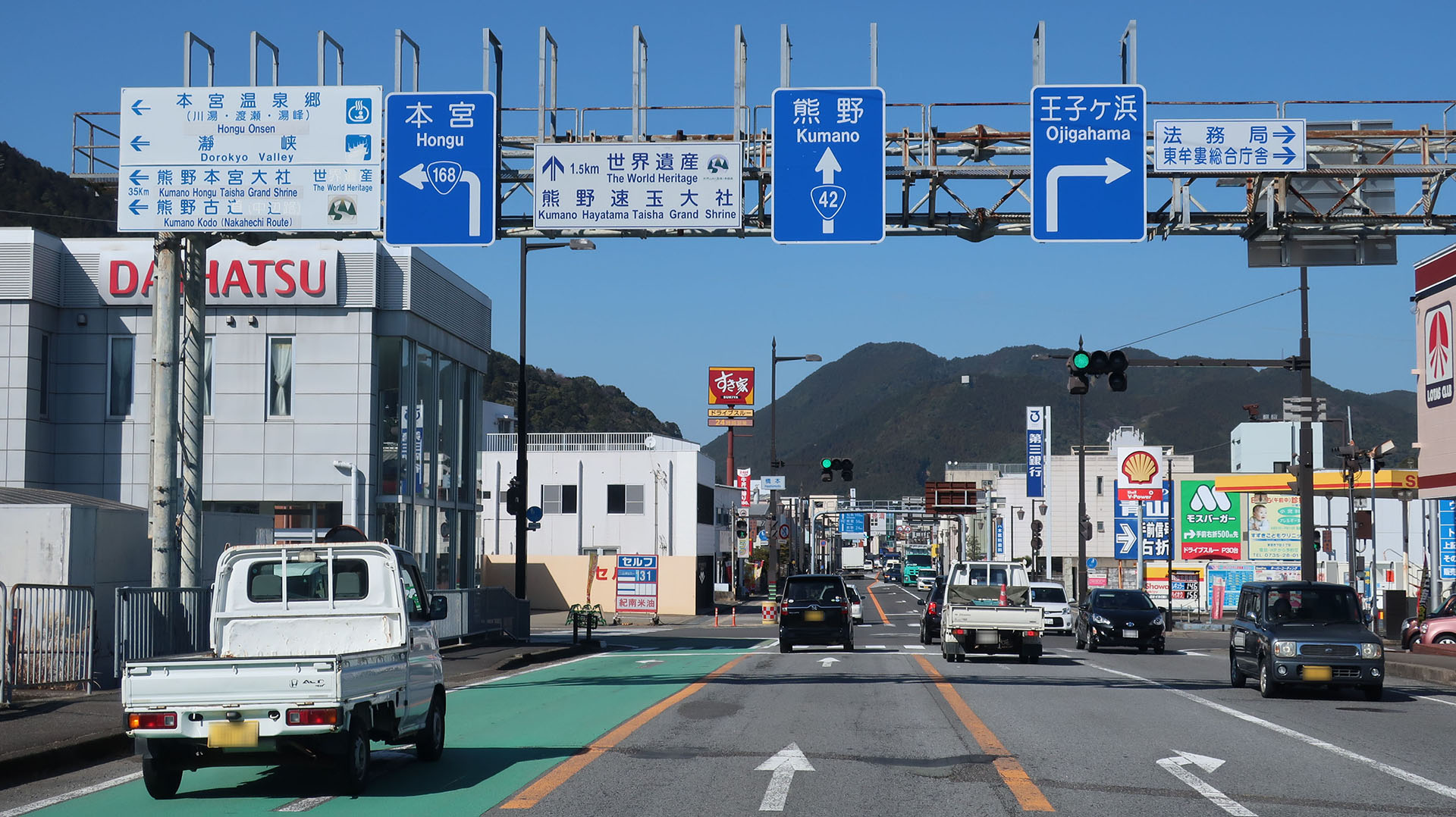
国道168号 起点
和歌山県新宮市 橋本交差点

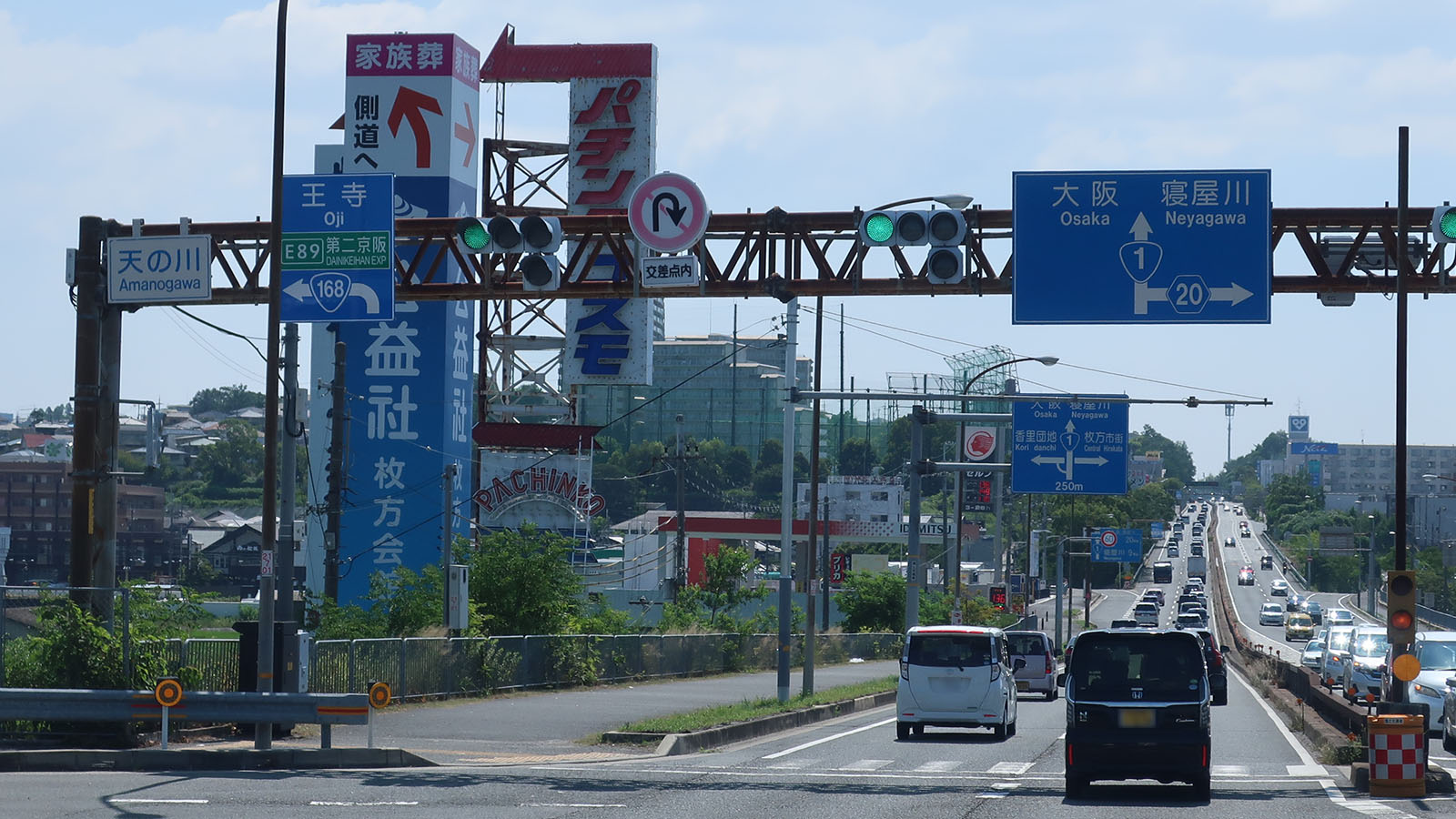
国道168号 終点
大阪府枚方市 天の川交差点

国道168号（こくどう168ごう）は、和歌山県新宮市から大阪府枚方市に至る一般国道である。

## 概要

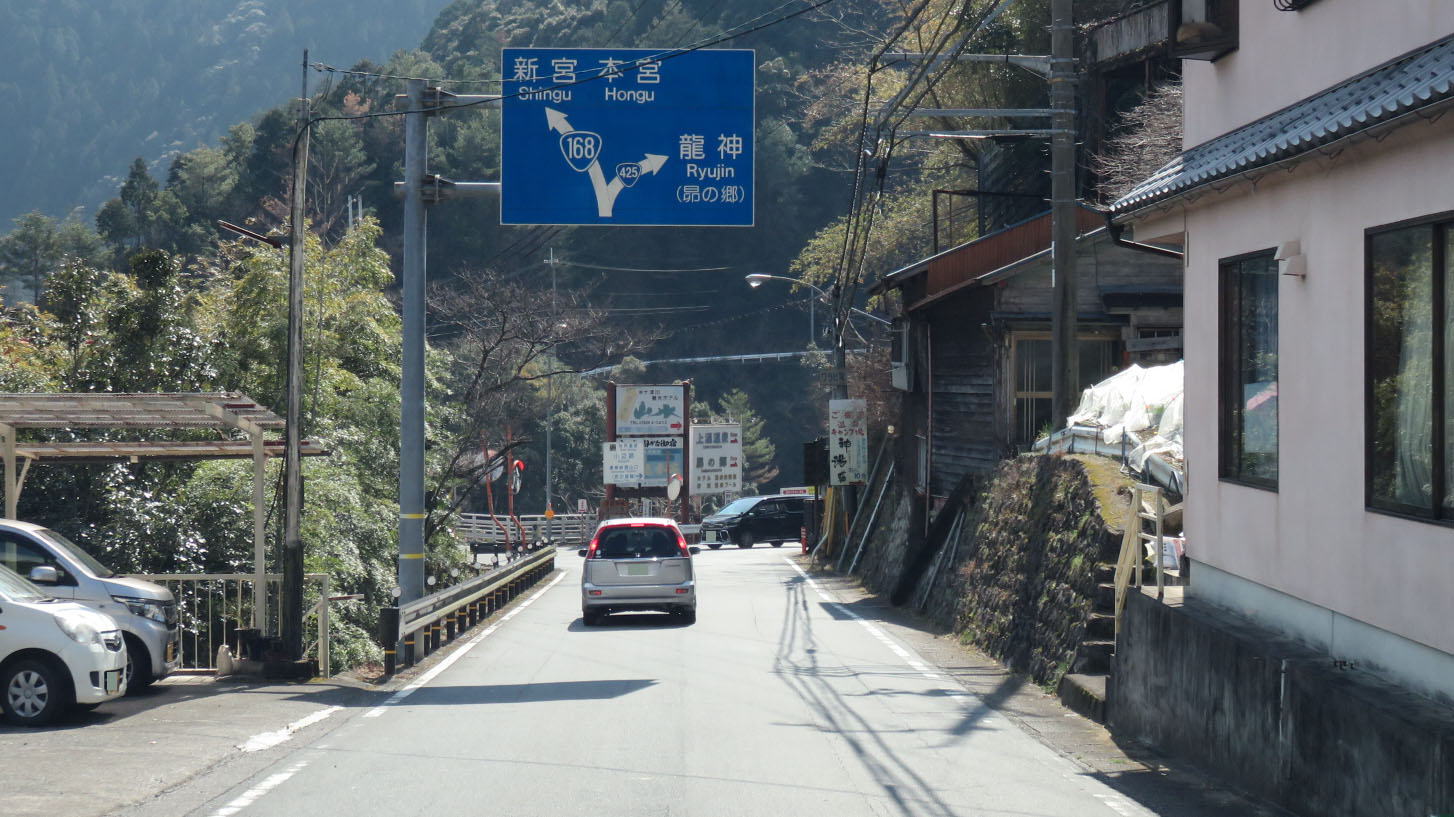
奈良県吉野郡十津川村
国道425号との分岐

起点の新宮市から、同市熊野川町の宮井交差点まで、国道169号と重複し、田辺市や奈良県の最南端に位置する吉野郡十津川村を通行しながら北上する。その後、五條市から大和高田市までは、国道24号や国道165号などと重複し、奈良県北西部にあたる香芝市や生駒市を経由し、大阪府の北河内地域に入り、終点の枚方市に至る路線である。
紀伊半島の険しい山間部を縦断するため奈良県南部では所々狭路があり、現在、道路改良工事が随所で行われている。紀伊半島を縦断する幹線道路の一つであり、将来的には全線を指定区間とした上で五條新宮道路として整備する計画がある。

### 路線データ
一般国道の路線を指定する政令に基づく起終点および重要な経過地は次のとおり。
- 起点：新宮市（橋本交差点 = 国道42号交点、国道169号終点）
- 終点：枚方市（天の川交差点 = 国道1号交点）
- 重要な経過地：和歌山県新宮市熊野川町、田辺市本宮町、奈良県吉野郡十津川村、五條市、御所市、大和高田市、同県北葛城郡當麻町[注釈 2]、香芝市、同郡王寺町、同県生駒郡斑鳩町、生駒市、交野市
- 総延長 : 188.1 km（大阪府 11.5 km、奈良県 127.8 km、和歌山県 48.8 km）重用延長を含む[2][注釈 3]
- 重用延長 : 4.3 km（大阪府 0.3 km、奈良県 4.0 km、和歌山県 - km）[2][注釈 3]
- 未供用延長 : なし[2][注釈 3]
- 実延長 : 183.7 km（大阪府 11.2 km、奈良県 123.8 km、和歌山県 48.8 km）[2][注釈 3]
  - 現道 : 156.5 km（大阪府 9.6 km、奈良県 110.4 km、和歌山県 36.6 km）[2][注釈 3]
  - 旧道 : 12.0 km（大阪府 - km、奈良県 2.6 km、和歌山県 9.4 km）[2][注釈 3]
  - 新道 : 15.2 km（大阪府 1.6 km、奈良県 10.8 km、和歌山県 2.8 km）[2][注釈 3]
- 指定区間：国道24号、国道165号、国道25号と重複する区間（奈良県五條市・本陣交差点 - 葛城市 / 大和高田市・東室交差点、大和高田市・今里交差点 - 旭北町交差点、北葛城郡王寺町・本町1丁目交差点 - 生駒郡斑鳩町・竜田大橋交差点）[3]

## 歴史
道路法（昭和27年法律第180号）に基づく二級国道として初回指定された路線のひとつである。国道指定当初は新宮市から大和高田市に至る路線として指定された。1982年（昭和57年）に、1954年（昭和29年）に主要地方道として第一次指定された大阪府道および奈良県道枚方大和高田線を編入し、新宮市から枚方市に至る路線として指定された。

### 年表
- 1953年（昭和28年）5月18日 - 二級国道168号新宮大和高田線（新宮市 - 大和高田市）として指定施行[4]。
- 1959年（昭和34年）8月 - 和歌山・奈良県境付近の自動車通行不可区間改良工事竣工に伴い、全線で自動車の通行が可能となる。
- 1965年（昭和40年）4月1日 -  道路法改正により一級・二級区分が廃止されて一般国道168号として指定施行[1]。
- 1976年（昭和51年）5月8日 - 奈良県吉野郡十津川村風屋地内の三里トンネル北口付近で落石が発生。走行中のタクシーに300 kgの石が直撃して5人が死亡する事故[10]。
- 1982年（昭和57年）4月1日 - 終点側を延伸し、一般国道168号（新宮市 - 枚方市）として指定施行[9]。

### 度重なる災害による不通

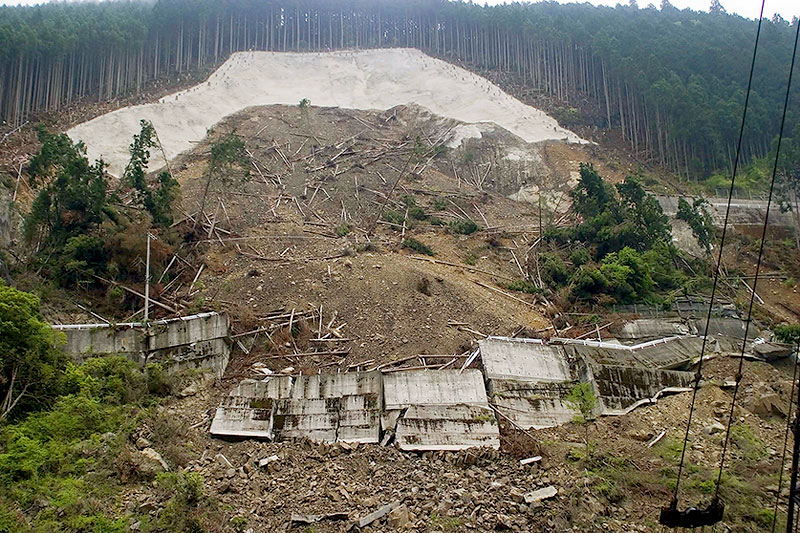
宇井地すべり

2004年（平成16年）8月10日、奈良県五條市大塔町宇井で大規模な地すべり（宇井地すべり）が発生し現場一帯の約3.0 kmで不通となった。その直前（8月5日）から崩壊のおそれがあるとして現場付近が交通規制され、天ノ川を隔てた対岸の和歌山県道・奈良県道734号高野辻堂線が迂回路となっていた。2008年（平成20年）3月18日に復旧工事が完了し、およそ3年7か月ぶりの開通となった。なお、この様子はディスカバリーチャンネルの「怒れる大自然2 地滑り」として地すべりの瞬間を撮影した映像と関係者の発言を2009年（平成21年）秋に放送した。
2008年（平成20年）10月17日、五條市大塔町小代地内（猿谷ダムから約500 m五條市内方面寄）30 mで落石が発生し、付近で全面通行止になったため長距離の迂回を余儀なくされ、沿線地域へ多大な経済的な影響を与えた。その後11月16日より夜間通行止（22時 - 翌朝6時30分）ではあるものの、その他の時間帯は片側交互通行にて通行可能となり、2009年（平成21年）2月20日より夜間通行止も解除された。
2011年（平成23年）9月3日、平成23年台風第12号の影響による路面崩落で各地で寸断され、通行止めとなる。主として、十津川村折立地区の折立橋の崩落、十津川村長殿地区の土砂崩れ、五條市大塔町辻堂地区の土砂崩れによるもので、12月頃までにはバイパス道路の部分供用開始を伴う仮復旧がなされた。
また、吉野郡十津川村桑畑では2014年（平成26年）1月4日と2021年（令和3年）1月24日にそれぞれ崩土災害が発生し、2021年の災害時は、乗用車は国道425号から村道絵笠捨瀞線、国道169号を経由する経路、大型自動車は国道169号などへ、それぞれ迂回措置がとられたのち、同年2月13日に仮復旧による通行止め解除を経て3月3日には全面復旧した。
主に吉野郡十津川村・五條市大塔町内の区間で道路崩落による「全面通行止め」がしばしば発生する。ただし「全面通行止め」も「迂回路あり」の場合があり、詳細な道路規制情報は奈良県ホームページ内の道路規制情報で案内されている。

### 難工事
- 2023年（令和5年）11月1日、和歌山県は、新宮市相賀と高田地内を結ぶ 2号トンネル（仮称）の建設残土から、土壌汚染対策法の基準値を上回るヒ素やフッ素が検出されたとして工事の中止を発表。残土に含まれるヒ素やフッ素は自然由来のものであるが、所定の管理が必要となるため工事費の増額が避けられず、工事の再検討を余儀なくされたもの[15]。

## 路線状況

### 通称
- 磐船街道
- 清滝街道
- 当麻街道
- 下街道
- 西熊野街道
- 十津川街道
- いろは（168）街道

### バイパス

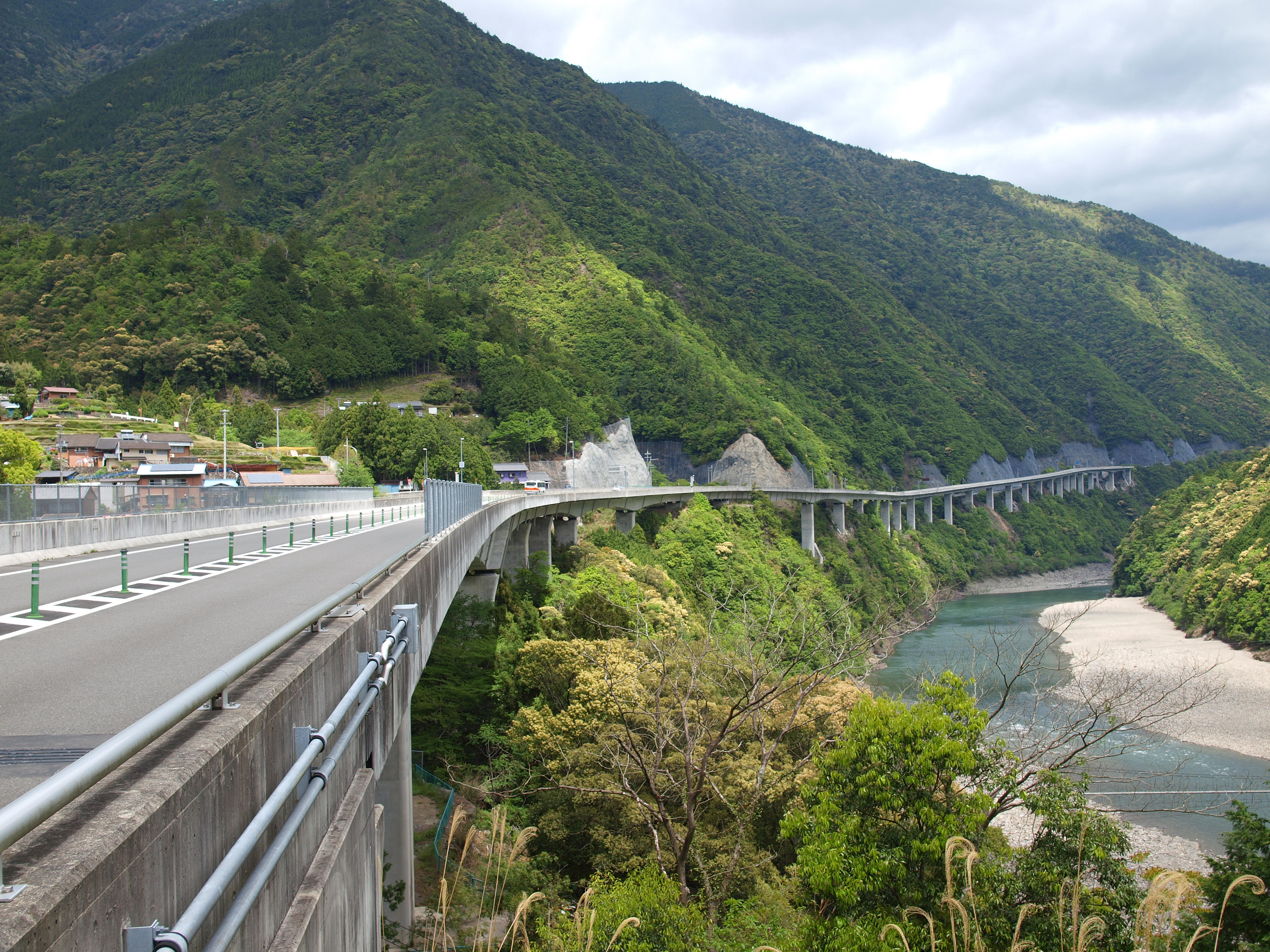
十津川村七色地区の七色高架橋（暫定供用済）

#### 五條新宮道路
和歌山県新宮市から奈良県五條市に至る地域高規格道路で、一部区間が供用中である。
紀伊半島の沿岸部と内陸部の交流を促進するため、近畿自動車道紀勢線および京奈和自動車道と一体となって広域ネットワークを構成し、紀伊半島の骨格を形成する地域高規格道路と位置づけされている。

#### 奈良西幹線

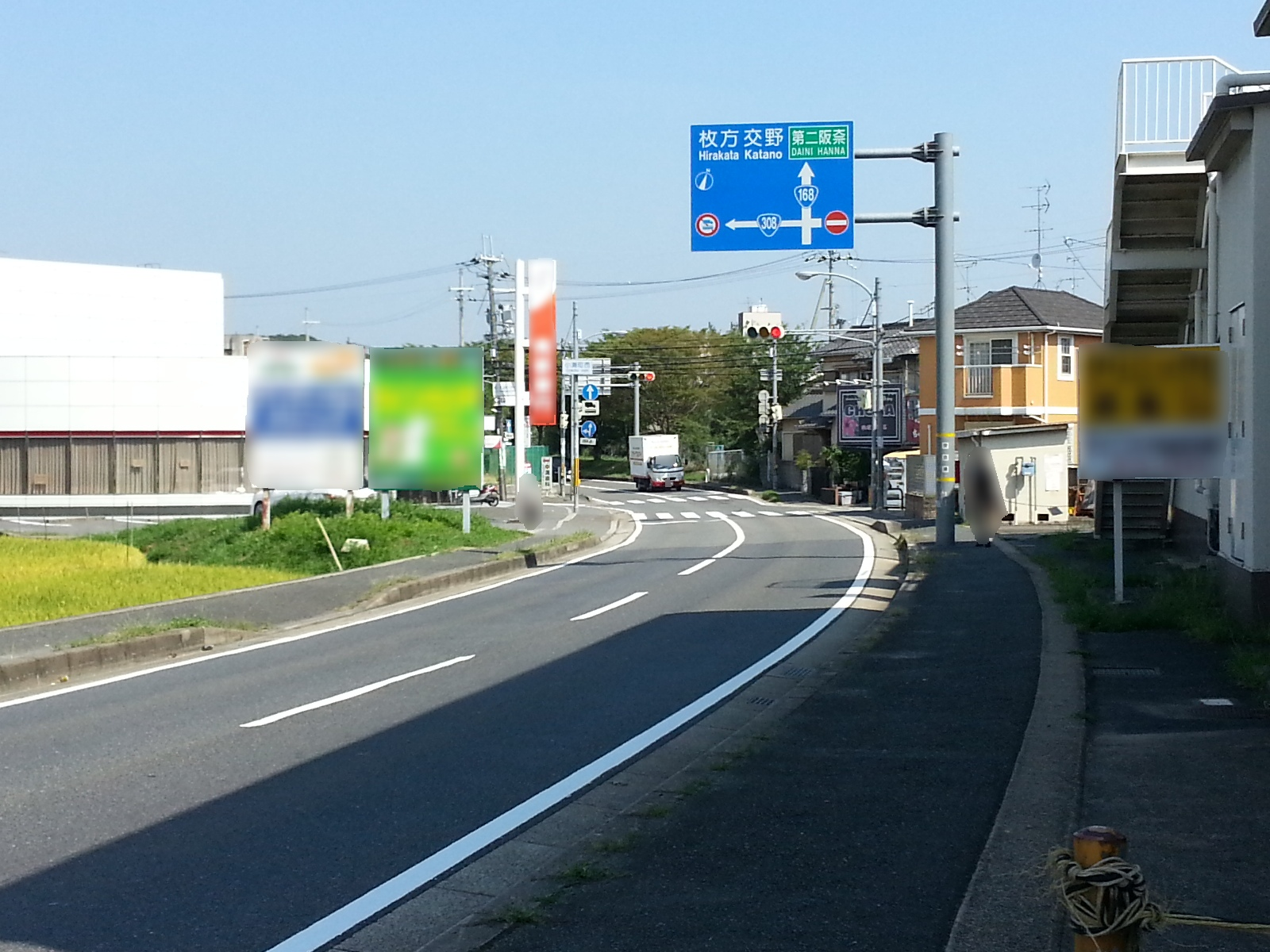
一分バイパス
国道308号との分岐
奈良県生駒市小瀬町

奈良西幹線（ならにしかんせん）は、奈良県生駒市から同県香芝市に至る都市計画道路である。1982年（昭和57年）に国道168号へ編入された府県道大和高田枚方線の区間に並行する形で1973年（昭和48年）4月18日に大和都市計画道路奈良西幹線、一連番号は3・3・2として都市計画決定し、複数の道路拡幅やバイパス建設の事業を実施している。都市計画道路としては生駒市の国道163号交点から生駒郡平群町までと、北葛城郡王寺町から香芝市の中和幹線交点までに2分割されており、一般的に「奈良西幹線」の事業名では王寺町王寺1丁目から香芝市北今市5丁目までの5.4 kmで進行している。本節では、奈良県発行の道路改良事業資料の起終点記述に基づき、国道168号の起終点の向きと同様に都市計画道路とは逆転させて香芝市を起点側、生駒市を終点側として扱う。
2012年（平成24年）現在では香芝市から王寺町にかけては香芝王寺道路、王寺道路が、平群町から生駒市にかけては上庄バイパス、小平尾バイパス、一分バイパスがそれぞれ連続して建設中で、それぞれ一部で供用を開始している。

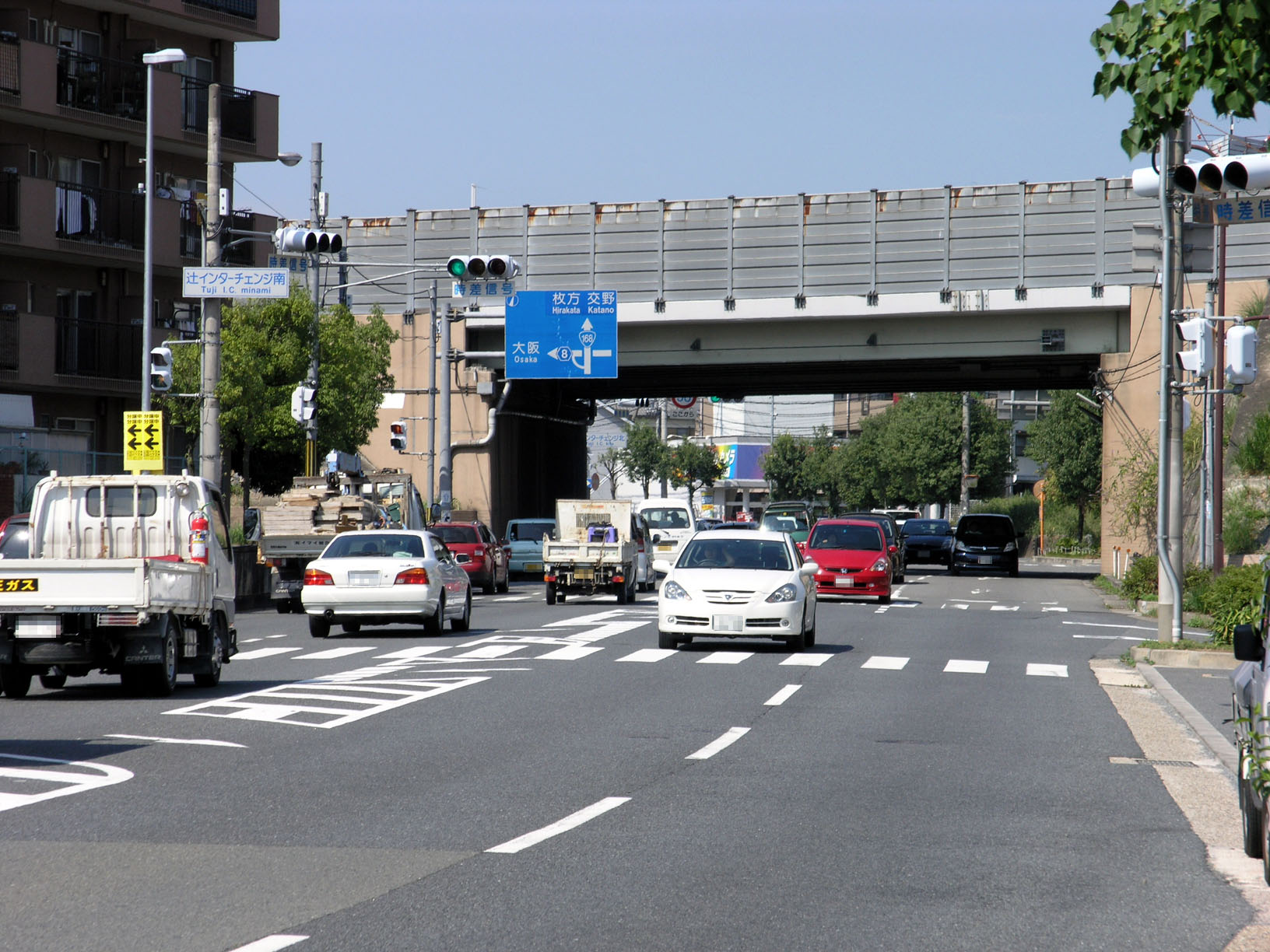
生駒市内の4車線区間
（阪奈道路辻IC付近）

奈良西幹線 - 香芝王寺道路 - 王寺道路
香芝市から王寺町までの沿線では、1975年（昭和50年）の都市計画決定後の市街化区域の編入やそれに伴う住宅開発などに伴って人口が急増した。市街地を通過してセンターラインを有する2車線道路が確保されているが、大型車にとって幅員が十分ではなく、また歩道未整備箇所を抱えるなどしているため、慢性的な渋滞の解消や歩行者の交通安全が課題となっていたまた、都市計画決定後の社会情勢の変化に伴い、当初は全線が代表幅員18 mの完成2車線での計画となっていたが、2007年（平成19年）3月2日に一部を除いて代表幅員25 mの4車線道路へ計画変更された。4車線区間は道路規格第4種第1級、設計速度50 km/hで建設中である。
奈良西幹線（ならにしかんせん）中和幹線接続道路
奈良県香芝市北今市5丁目から同市上中に至る延長765 mの街路事業である。奈良西幹線全体の起点に位置し、中和幹線と国道168号現道とを連絡する役割を担う。2012年（平成24年）3月28日に一部最小幅員7.0 mの区間を有しながらも全線で供用を開始した。
香芝王寺道路（かしばおうじどうろ）
香芝市北今市から北葛城郡王寺町畠田4丁目に至る延長3.2 kmの道路拡幅事業である。区間中にある上中北交差点周辺の延長350 mは香芝インターチェンジアクセス道路の整備の際に改良された。全体としては工区を3分割して2006年（平成18年）度に事業着手した。
王寺道路（おうじどうろ）
奈良県北葛城郡王寺町畠田4丁目から同町本町1丁目に至る延長1.5 kmの道路拡幅事業である。工区を2分割して2001年（平成13年）度に事業着手し、2009年（平成21年）8月18日に終点側630.1 mが完成4車線として供用を開始した。起点側の920 mは2015年（平成27年）度に供用開始予定である。
上庄バイパス（平群バイパス）- 小平尾バイパス - 一分バイパス
平群町から生駒市の沿線では、1970年代前半に生駒市南部などで宅地開発が急激に進行した。東西の軸である第二阪奈道路が建設されて大阪市や奈良市への利便性は向上したが、関連する交通の流入も発生し、特に生駒山と矢田丘陵に挟まれた平群町から生駒市にかけての交通渋滞は激しくなる一方であった。中でも上庄バイパスは県道大和高田枚方線時代に事業着手されている。
上庄バイパス（かみしょうバイパス）
奈良県生駒郡平群町椿井から生駒市小平尾町に至る延長4.2 kmのバイパス計画である。奈良県北西部の南北交通の主要な幹線道路であり、狭小幅員や線形不良の解消、歩道の設置等による交通の円滑化や渋滞緩和が期待されて1973年（昭和48年）に事業着手したが、周辺の公図混乱や買収単価の折り合い等から用地買収に時間を要していた。
2012年（平成24年）11月現在、計画区間の北側で現道をバイパスする上庄工区（片側1車線・平等寺から平群北公園前）と秋津工区（片側2車線・平群北公園前から秋津橋）が供用済。引き続き計画区間の南側に当たる椿井工区では椿井橋の架け替え工事と交差点改良工事などの現道再整備が実施され、同工区465 mのうち240 m区間が2014年（平成26年）10月30日に開通。
小平尾バイパス（こびらおバイパス）
奈良県生駒市小平尾町から同市小瀬町に至る延長1.5 kmのバイパス計画である。後述の一分バイパスと並んで生駒市内を南北を繋ぐ唯一の幹線道路で、完成供用後は起点側の上庄バイパス（秋津工区）と終点側の一分バイパスとを両側4車線で直結する予定である。2007年（平成19年）に事業着手し、一部は旧道の南生駒駅前を迂回する南生駒バイパス（みなみいこまバイパス、片側1車線が供用済）が全区間で重複する。重複区間は現道を拡幅し、残りの区間は現道をバイパスする予定。
一分バイパス（いちぶバイパス）
奈良県生駒市内を南北に結ぶ国道168号バイパスで、1984年度（昭和59年度）に事業着手し、2007年（平成19年）に全線片側2車線が開通した。
奈良県生駒市小瀬町から同市山崎町を結び、始点では竜田川沿いを併走する現道と南生駒バイパス（小平尾バイパス整備後は小平尾バイパス）に接続する。
国道168号は生駒市を南北に縦断する唯一の主要幹線道路であり、一分バイパス区間は第二阪奈道路への流入路にもなっている。現道、バイパス共に竜田川を沿っており、この区間で現道は竜田川の東側を、本バイパスは川沿いの西側を併走する。前述の事情や道路の線形等もあって、開通前の時点で現道は非常に混雑し、付近には生駒市消防南分署があった事から、緊急自動車等への影響が懸念されていた。
このような事情から、本バイパスは混雑緩和や交通安全の確保等を期待して、一日も早い開通が望まれていた。

#### 天の川バイパス
天の川バイパスとは、大阪府交野市星田北一丁目地内から枚方市茄子作東町地内までを全体計画区間とするバイパス計画で、2012年（平成24年）11月現在、計画区間の一部分が供用中。
終点である山之上東町では国道1号と接続する予定。

### 重複区間

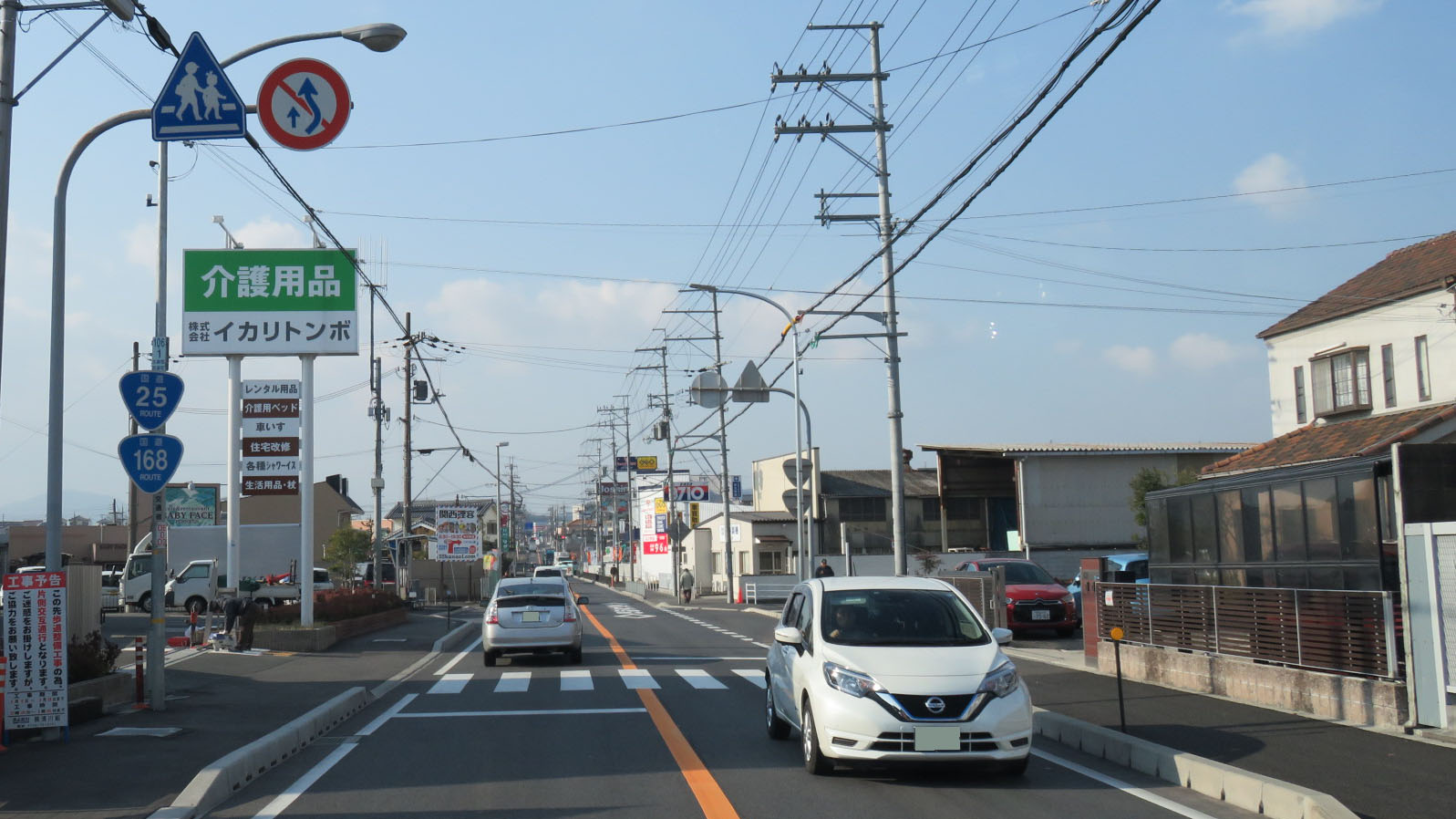
国道25号との重複
奈良県生駒郡斑鳩町

- 国道169号（和歌山県新宮市・橋本交差点（起点） - 新宮市・宮井交差点）
- 国道311号（和歌山県新宮市・宮井交差点 - 田辺市・本宮交差点）
- 国道425号（奈良県吉野郡十津川村・ワラビ尾交差点 - 滝交差点）
- 国道370号（奈良県五條市・本陣交差点 - 五條市・三在交差点）
- 国道24号（奈良県五條市・本陣交差点 - 葛城市 / 大和高田市・東室交差点[注釈 5]）
- 国道166号（奈良県葛城市 / 大和高田市・東室交差点 - 葛城市・長尾交差点）
- 国道165号（奈良県大和高田市・今里交差点 - 大和高田市・旭北町交差点）
- 国道25号（奈良県北葛城郡王寺町・本町1丁目交差点 - 生駒郡斑鳩町・竜田大橋交差点）

### 道路施設

#### 主なトンネル
- 新阪本トンネル（899ｍ、五條市）
- 新越路トンネル（461 m、新宮市）
- 東敷屋トンネル（1,380 m、新宮市）
- 二ツ石トンネル（798 m、新宮市・田辺市）
- 九鬼トンネル（624 m、田辺市）
- 切畑トンネル（927 m、田辺市）
- 土河屋トンネル（970 m、田辺市）
- 今戸トンネル（1,858 m、十津川村）
- 大津呂トンネル（1,617 m、十津川村）
- 小井トンネル（987 m、十津川村）
- 高時トンネル（622 m、十津川村）
- 助人トンネル（555 m、十津川村）
- 丸瀬トンネル（616 m、十津川村）
- 上野地トンネル（765 m、十津川村）
- 田長瀬トンネル（610 m、十津川村）
- 小代下トンネル（680 m、五條市）
- 新天辻トンネル（1,174 m、五條市）
- 西野トンネル（612 m、五條市）
- 西吉野トンネル（940 m、五條市）
- 新磐船トンネル（203 m、交野市）

#### 道の駅
- 和歌山県
  - 瀞峡街道 熊野川（新宮市）
  - 奥熊野古道ほんぐう（田辺市）
- 奈良県
  - 十津川郷（吉野郡十津川村）
  - 吉野路 大塔（五條市）
  - 大和路へぐり（生駒郡平群町）

## 地理

### 通過する自治体
- 和歌山県
  - 新宮市 - 田辺市
- 奈良県
  - 吉野郡十津川村 - 五條市 - 御所市 - 大和高田市 - 葛城市 - 香芝市 - 北葛城郡王寺町 - 生駒郡三郷町 - 生駒郡斑鳩町 - 生駒郡平群町 - 生駒市
- 大阪府
  - 交野市 - 枚方市

### 交差する道路
| 交差する道路                                            | 交差する場所 | 交差する場所 | 交差する場所 | 交差する場所                                                                              | 備考                                                                            |
| ------------------------------------------------------- | ------------ | ------------ | ------------ | ----------------------------------------------------------------------------------------- | ------------------------------------------------------------------------------- |
| 国道42号                                                | 和歌山県     | 新宮市       | 新宮市       | 橋本                                                                                      |                                                                                 |
| 和歌山県道44号那智勝浦熊野川線                          | 和歌山県     | 新宮市       | 新宮市       | 神丸                                                                                      |                                                                                 |
| 国道169号                                               | 和歌山県     | 新宮市       | 新宮市       | （新宮市熊野川町宮井）                                                                    |                                                                                 |
| 和歌山県道45号那智勝浦本宮線                            | 和歌山県     | 田辺市       | 田辺市       | （田辺市本宮町請川）                                                                      |                                                                                 |
| 国道311号〈バイパス〉                                   | 和歌山県     | 田辺市       | 田辺市       | 本宮                                                                                      |                                                                                 |
| 国道311号                                               | 和歌山県     | 田辺市       | 田辺市       | （田辺市本宮町本宮）                                                                      |                                                                                 |
| 国道425号                                               | 奈良県       | 吉野郡       | 十津川村     | ワラビ尾                                                                                  | これより十津川村滝まで国道425号と重複                                           |
| 国道425号                                               | 奈良県       | 吉野郡       | 十津川村     | 滝                                                                                        |                                                                                 |
| 奈良県道53号高野天川線                                  | 奈良県       | 五條市       | 五條市       | 山際                                                                                      |                                                                                 |
| 奈良県道53号高野天川線                                  | 奈良県       | 五條市       | 五條市       | 阪本                                                                                      |                                                                                 |
| 奈良県道49号勢井宗川野線                                | 奈良県       | 五條市       | 五條市       | 宗川野                                                                                    |                                                                                 |
| 奈良県道20号下市宗桧線                                  | 奈良県       | 五條市       | 五條市       | 城戸                                                                                      |                                                                                 |
| 奈良県道55号橋本五條線                                  | 奈良県       | 五條市       | 五條市       | 丹原                                                                                      |                                                                                 |
| 国道24号・国道310号・国道370号                          | 奈良県       | 五條市       | 五條市       | 本陣                                                                                      | これより五條市三在まで国道370号、葛城市東室まで国道24号と重複                   |
| 奈良県道39号五條吉野線                                  | 奈良県       | 五條市       | 五條市       | 今井町                                                                                    |                                                                                 |
| 国道370号                                               | 奈良県       | 五條市       | 五條市       | 三在                                                                                      |                                                                                 |
| 奈良県道30号御所香芝線                                  | 奈良県       | 御所市       | 御所市       | 東佐味                                                                                    |                                                                                 |
| 国道309号                                               | 奈良県       | 御所市       | 御所市       | 室                                                                                        |                                                                                 |
| 国道24号・国道165号〈大和高田バイパス〉・国道166号      | 奈良県       | 葛城市       | 葛城市       | 東室                                                                                      | これより大和高田市今里まで国道166号と重複                                       |
| 奈良県道5号大和高田斑鳩線                               | 奈良県       | 大和高田市   | 大和高田市   | 片塩ロータリー                                                                            |                                                                                 |
| 国道165号                                               | 奈良県       | 大和高田市   | 大和高田市   | 今里                                                                                      | これより大和高田市旭北町まで国道165号と重複                                     |
| 国道165号                                               | 奈良県       | 大和高田市   | 大和高田市   | 旭北町                                                                                    | これより葛城市長尾まで国道166号と重複                                           |
| 奈良県道5号大和高田斑鳩線                               | 奈良県       | 大和高田市   | 大和高田市   | 北片塩町                                                                                  |                                                                                 |
| 国道166号                                               | 奈良県       | 葛城市       | 葛城市       | 長尾                                                                                      |                                                                                 |
| 国道165号                                               | 奈良県       | 香芝市       | 香芝市       | 下田                                                                                      |                                                                                 |
| 奈良県道105号中和幹線                                   | 奈良県       | 香芝市       | 香芝市       | 北今市3                                                                                   |                                                                                 |
| 奈良県道105号中和幹線                                   | 奈良県       | 香芝市       | 香芝市       | 北今市3西                                                                                 | ※奈良西幹線交点                                                                 |
| 奈良県道54号香芝インター線                              | 奈良県       | 香芝市       | 香芝市       | 香芝インターチェンジ上中                                                                  | 県道を経由し、西名阪自動車道香芝ICに接続                                        |
| 奈良県道14号桜井田原本王寺線                            | 奈良県       | 北葛城郡     | 王寺町       | 畠田4丁目                                                                                 |                                                                                 |
| 国道25号・奈良県道36号天理王寺線                        | 奈良県       | 北葛城郡     | 王寺町       | 本町1丁目                                                                                 | これより斑鳩町竜田大橋まで国道25号と重複                                        |
| 国道25号                                                | 奈良県       | 生駒郡       | 斑鳩町       | 竜田大橋                                                                                  |                                                                                 |
| 国道308号                                               | 奈良県       | 生駒市       | 生駒市       | 小瀬町西                                                                                  | ※〈南生駒バイパス〉交点                                                         |
| 〈第二阪奈道路〉                                        | 奈良県       | 生駒市       | 生駒市       | 壱分ランプ                                                                                | ※〈壱分バイパス〉交差点                                                         |
| 奈良県道8号大阪生駒線〈阪奈道路〉（辻町IC）             | 奈良県       | 生駒市       | 生駒市       | 辻インターチェンジ南（国道から県道への入路） 辻インターチェンジ北（県道から国道への出路） | ※辻町ICは大阪方面のみ出入口となるため、 奈良県道1号奈良生駒線とは相互に通行不可 |
| 国道163号                                               | 奈良県       | 生駒市       | 生駒市       | 北田原大橋                                                                                |                                                                                 |
| 国道1号〈第二京阪道路〉                                 | 大阪府       | 交野市       | 交野市       | 私部西3                                                                                   |                                                                                 |
| 国道1号〈第二京阪道路〉                                 | 大阪府       | 交野市       | 交野市       | 私部西5                                                                                   | ※〈天の川バイパス〉交点 〈第二京阪道路〉一般部を経由し、専用部交野南ICに接続    |
| 大阪府道20号枚方富田林泉佐野線                          | 大阪府       | 交野市       | 交野市       | （私部西五丁目）                                                                          | ※〈天の川バイパス〉交点                                                         |
| 大阪府道20号枚方富田林泉佐野線                          | 大阪府       | 交野市       | 交野市       | 逢合橋東                                                                                  |                                                                                 |
| 大阪府道18号枚方交野寝屋川線                            | 大阪府       | 交野市       | 交野市       | 新天野川橋                                                                                |                                                                                 |
| 大阪府道18号枚方交野寝屋川線                            | 大阪府       | 枚方市       | 枚方市       | 茄子作東                                                                                  |                                                                                 |
| 大阪府道7号枚方大和郡山線                               | 大阪府       | 枚方市       | 枚方市       | （星丘一丁目）                                                                            |                                                                                 |
| 国道1号（枚方バイパス）・大阪府道20号枚方富田林泉佐野線 | 大阪府       | 枚方市       | 枚方市       | 天の川                                                                                    |                                                                                 |

※ 交差する場所の括弧書きは地名、それ以外は交差点名で表示

## ギャラリー

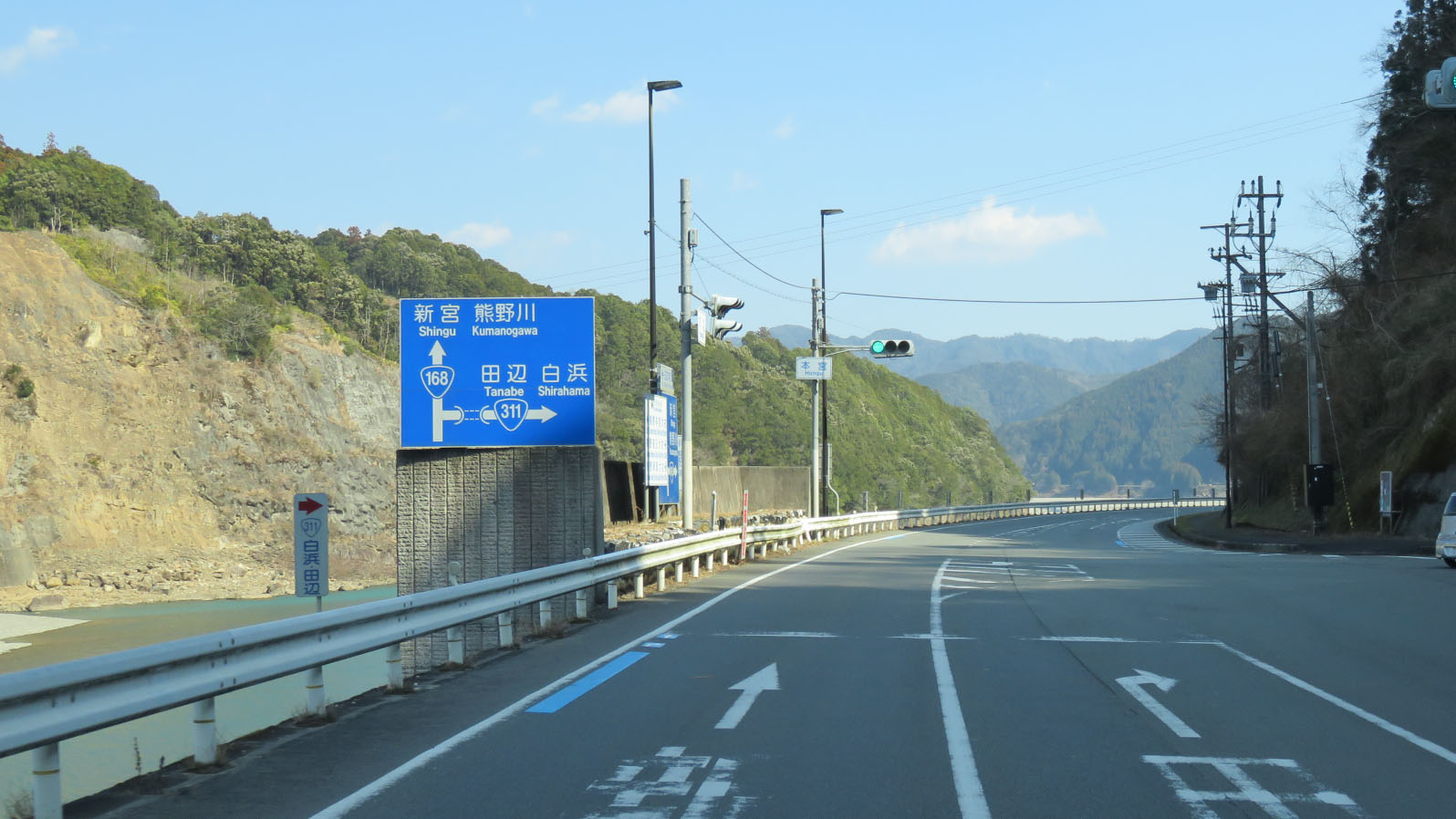
国道311号との分岐 和歌山県田辺市本宮町
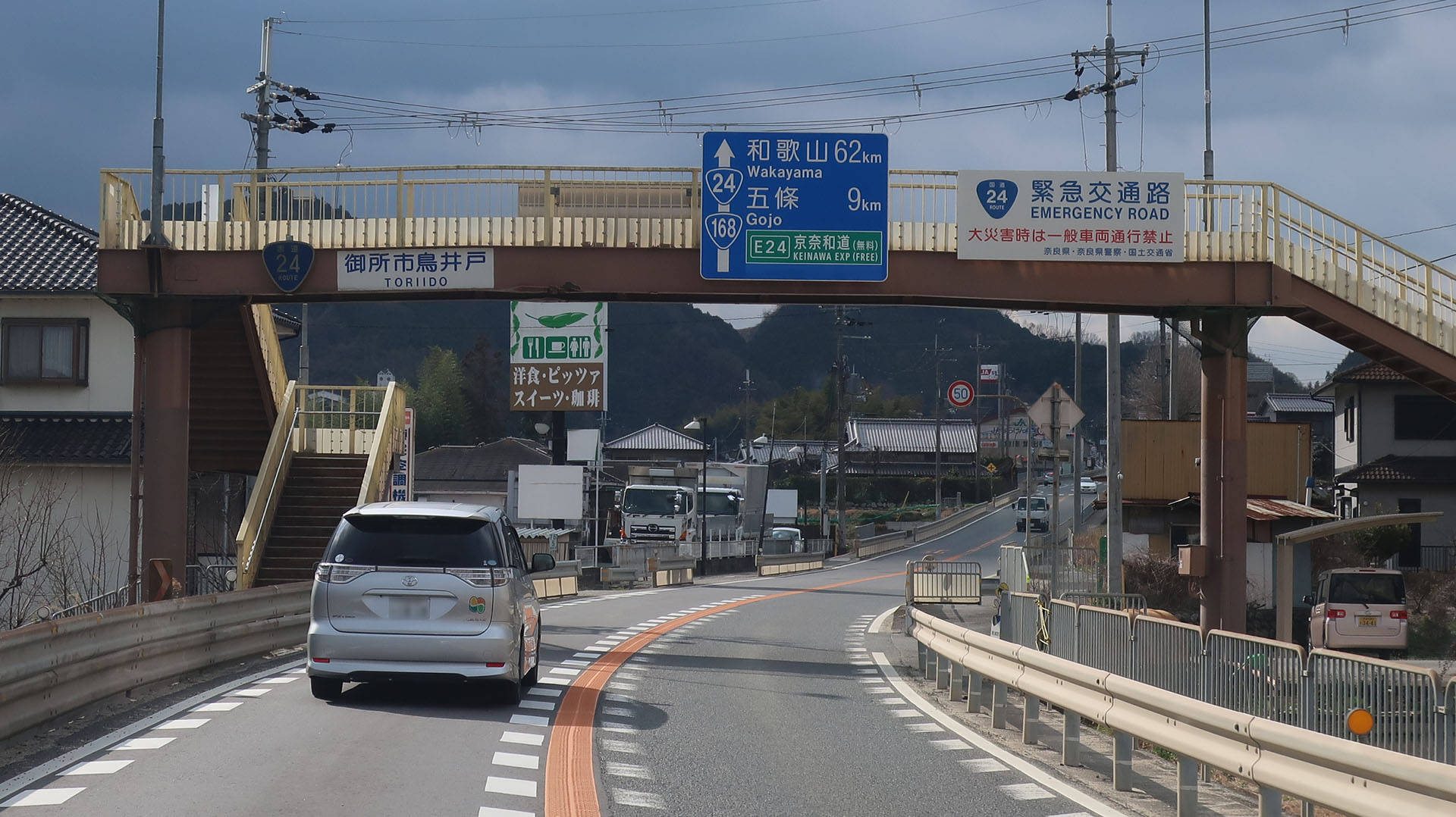
国道24号との重複 奈良県御所市鳥井戸
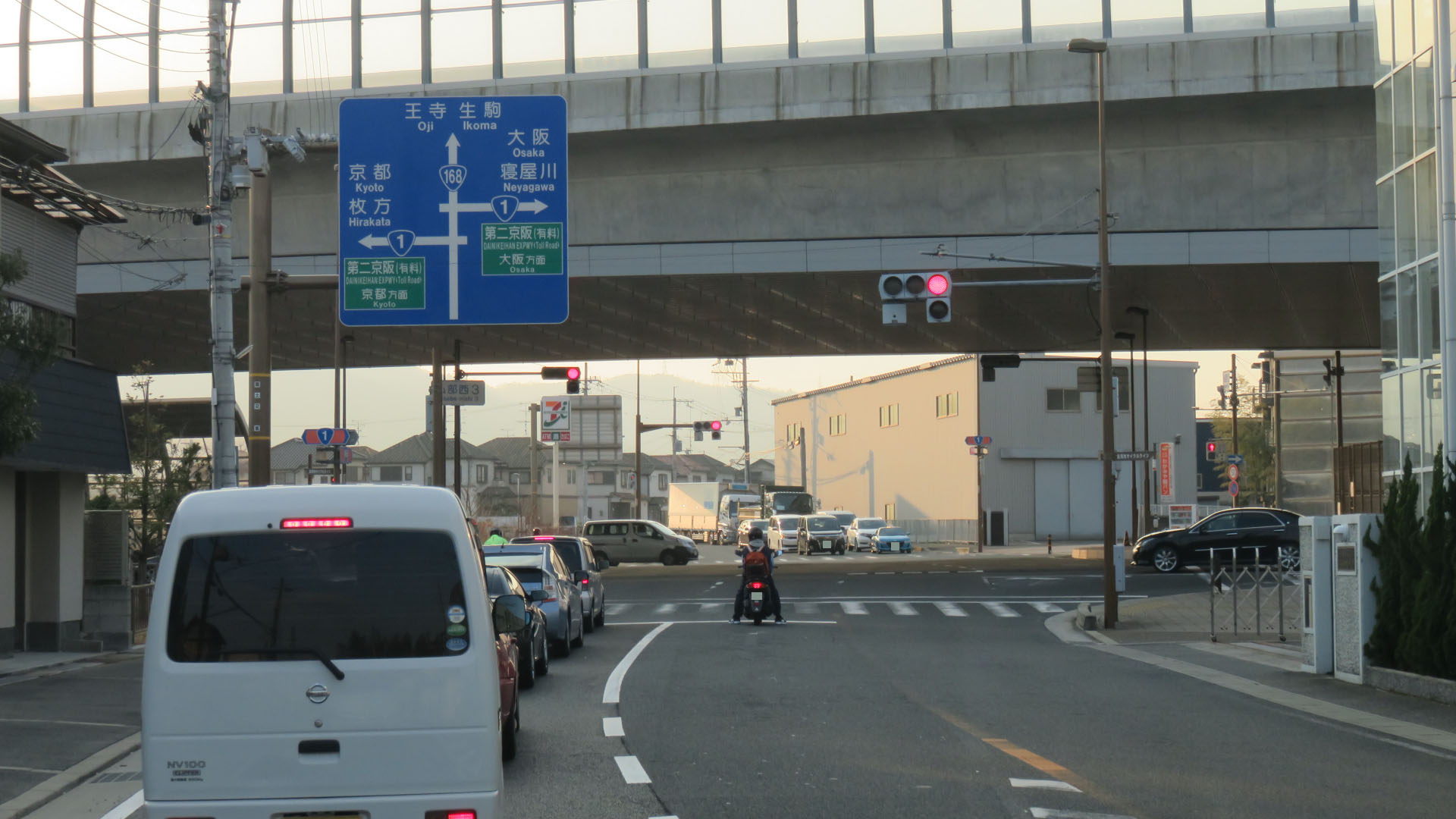
国道1号との交差 (第二京阪道路) 大阪府交野市私部西